# السماوات السبع

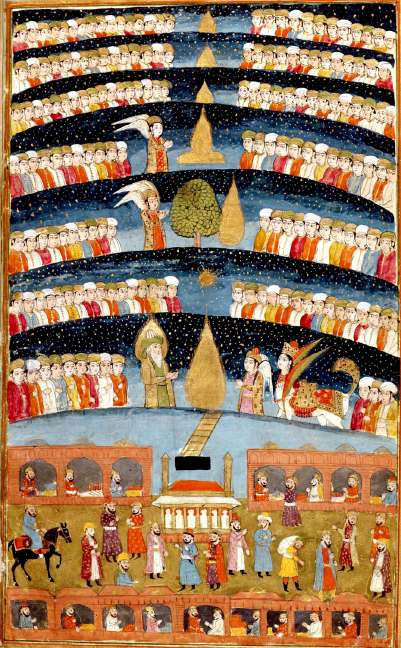

في المفهوم الديني أو علم الكونيات،  تشير لفظة 'سبع سماوات'  إلى أقسام سبعة من السماء، أي الدار التي تتصف بالخلود، في السماء المرئية، على مدار المسافة إلى الشمس، والقمر والنجوم. ويعود هذا المفهوم إلى ديانة بلاد ما بين النهرين "الرافدين" القديمة ومفهوم مماثل كما وجد في بعض الديانات الهندية مثل الهندوسية، وفي بعض الديانات الإبراهيمية مثل اليهودية، الإسلام والطائفة الكاثوليكية، وأيضا في بعض الأديان البسيطة مثل الهرمسية والغنوصية. بعض هذه الطوائف أيضا لديها مفهوم السبعة أرضين أو سبعة من العوالم السفلية، والتي تضم أيضا اليانية.

## ديانة بلاد الرافدين
نبعت فكرة السماوات السبع في بلاد الرافدين (Ancient Mesopotamia). تشير التعويذات السومرية العائدة إلى أواخر الألفية الثانية ق.م إلى سبع سماوات وسبع أراض، ومن بين هذه التعويذات: "an-imin-bi ki-imin-bi" والتي تترجم إلى «السماوات سبع، الأراضي سبع».

## اليهودية
يتكون الكون من سبع سماوات (Shamayim) وفقاً لتعاليم التلمود.
وقد كرّس أدب ميركافا وهيخالوت اليهودي لمنقاشة تفاصيل هذه السماوات وربطها أحياناً بالتقاليد المتعلقة بأخنوخ (أنس الله) مثل كتاب أخنوخ الثالث.

## الهندوسية
لدى الهندوسية أيضاً مفهوم السماوات السبع (Svarga).
هناك أربعة عشر عالماً وفقاً لتعاليم البورانس (Puranas) وأثارفا-فيدا (Atharva-Veda). فهناك أعلى سبع عوالم (الجنات) وتسمى فياريتس (Vyharitis) (السنسكريتية:व्याहृति) وأدنى سبع (الأرَضين) وتسمى ناراكا (Naraka) وبتالاس (Patalas) (السنسكريتية:पाताल).

## الإسلامية
ينبغي عدم خلط السماء بالجنة.
تستخدم كلمة "heaven" في الترجمة الإنجليزية للكلمة العربية سماء (Samaa'a) وجمعها سماوات (Samaawat) وما شابه ذلك في العبرية שמים (Shamayim) والتي تترجم في العربية الحديثة «سماء».
يذكر القرآن الكريم في كثير من الأحيان وجود سبع سماوات.

## الأرَضين السبع
- نراكا (الجاينية).
- زارت إنانا السومرية بوابة الأرَضين السبع.